# Домо-кун
Домо-кун (яп. どーもくん До:мо кун) — талисман японского телевизионного канала NHK — вымышленный персонаж, представляющий собой маленького коричневого монстра с открытым ртом, полным острых зубов. Является героем серии 30-секундных роликов, транслируемых каналом между передачами.

Яйцо, из которого родился Домо-кун, вероятно, заимствовано из овальных колец логотипа NHK, созданного в 1995 году.
В 2008 году на канале «Nickelodeon» появился новый мультсериал с участием Домо-куна, с продолжительностью каждого эпизода — по 2 минуты. С начала 2009 года сериал начинает транслироваться на канале «Nickelodeon (СНГ)».

## Описание персонажа
Домо-кун описывается как «странное существо, вылупившееся из яйца». Живёт в пещере под землёй вместе с мудрым старым кроликом по имени Усадзий (яп. うさじい, англ. Mr. Usaji), который любит смотреть телевизор и пить крепкий зелёный чай. По версии создателей, Домо-кун любит телевидение, а также музыкальные группы Guitar Wolf и МАХ. Любимая еда — мясо по-японски и тушёный картофель, не выносит яблоки (по причине генетической непереносимости).
Домо-кун общается, издавая низкие звуки, которые часто звучат похоже на его имя, однако другие персонажи его прекрасно понимают. Нервничая или расстроившись Домо-кун часто потеет и пускает газы.

## Значение имени
Домо-кун приобрёл своё имя во втором эпизоде сериала, когда Усадзий включает для него телевизор, и диктор с экрана произнёс фразу «До: мо коннитива» (яп. どうもこんにちは, «Добрый день»), которую можно воспринять также как игру слов «Добрый день, Домо». «До: мо» — часто употребляемое в Японии вежливое слово, придающее более официальный оттенок, например «до: мо аригато» — «большое спасибо». А «кун» — суффикс, используемый по отношению к младшим по возрасту друзьям или знакомым и переводимый как «товарищ», «друг». Таким образом, дословный русский перевод имени не несёт смысловой нагрузки и его можно интерпретировать только как имя собственное, то есть просто «Домо».